# 가마구치촌
가마구치촌(釜口村)은 효고현 쓰나군에 있던 촌이다. 현재의 아와지시 가마구치에 해당한다.